# Instituto de Resseguros do Brasil
Instituto de Resseguros do Brasil (IRB Brasil RE) ist ein brasilianisches Unternehmen mit  Sitz in Rio de Janeiro, das als Rückversicherer tätig ist.
Mit einem Marktanteil von 37 % ist es der größte Rückversicherer in Brasilien. Neben dem Firmensitz in Rio de Janeiro bestehen Niederlassungen in São Paulo, Buenos Aires und London.

## Geschichte
1936 wurde das brasilianische Rückversicherungsinstitut mit dem Ziel gegründet, die Risiken nationaler Unternehmen im Land, die zuvor ins Ausland transferiert wurden, abzusichern.
1960 wurde von der Regierung die Erlaubnis erteilt, den Rückversicherungsmarkt als Monopolist als einziger Anbieter abzudecken. 1996 wird aus dem Unternehmen eine Kapitalgesellschaft mit gemischtem Kapital und ändert seinen Namen in IRB Brasil Resseguros S.A.
2000 überträgt die Regierung die Verantwortung für die Regulierung des Rückversicherungsmarktes auf die Aufsichtsbehörde Superintendência de Seguros Privados (Susep). 2007 kam das Ende eines 69-jährigen Monopolzyklus auf dem brasilianischen Rückversicherungsmarkt, als der Nationalkongress den brasilianischen Rückversicherungsmarkt wieder öffnete. Im Jahre 2013 wurde das Unternehmen privatisiert und war kein Unternehmen mit gemischtem Kapital mehr. 2017 wurde Börsengang durchgeführt durch Platzierung von Aktien im Novo Mercado (B3). Nach dem Börsengang belegte Instituto de Resseguros do Brasil Platz 8 unter den 10 größten Rückversicherern der Welt, gemessen am Marktwert.

## Aktionärsstruktur
15,8 % der Aktien hält Bradesco Seguros , 11,5 % Itaú Seguros, der Rest ist Streubesitz.